# Сражение при Селае
Сражение при Селае (исп. Batalla de Celaya) — решающее сражение во время Мексиканской революции, происходившее с 6 по 15 апреля 1915 года в окрестностях города Селаи, в штате Гуанахуато, между Северной дивизией армии конвенционистов под командованием Панчо Вильи и войсками конституционалистов под командованием генерала Альваро Обрегона.

## Военно-стратегическая ситуация
После падения в августе 1914 года военного правительства Викториано Уэрты революционеры-победители разделились на две большие фракции с разными национальными проектами, и поскольку они не смогли прийти к соглашению, с декабря 1914 года в различных районах Мексики с новой силой разгорелась гражданская война.
Противоборствующие стороны, конвенционисты Панчо Вильи и конституционалисты Венустиано Каррансы, имели равные силы, и эта ситуация сохранялась во время первых сражений, пока весной 1915 года войска конституционалиста генерала Обрегона не вошли в центр страны, угрожая разорвать коммуникации между различными районами, защищаемыми конвенционистами. Стратегия Обрегона заключалась в том, чтобы отвлечь армию Вильи от ее путей сообщения и снабжения и выбрать место для крупного столкновения. Линии связи и снабжения Обрегона были намного короче, чем у Вильи.

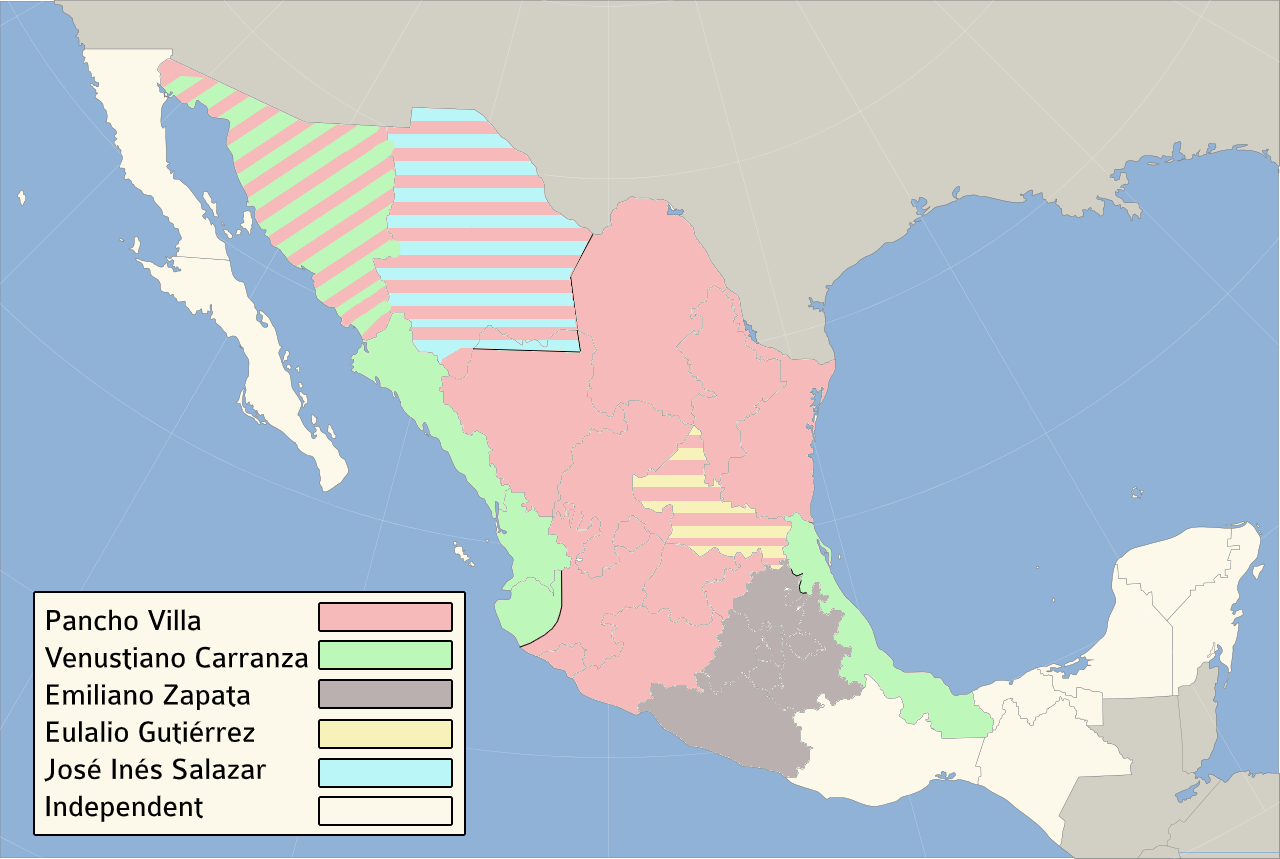
Положение сторон в начале апреля 1915 г.

## Первые бои
7 марта 1915 года на станции Пеон произошло первое столкновение между конституционалистами и конвенционистами. Каррансистский генерал Эухенио Мартинес взял под свой контроль этот район и тем самым открыл путь для продолжения передовых частей конституционалистов.
Две недели спустя войска Обрегона прибыли на станцию Казадеро. Панчо Вилья, зная о близости конституционалистов, поспешно покинул Торреон и двинулся в сторону Ирапуато. Со своей стороны, генерал Обрегон 31 марта занял Ирапуато и 4 апреля — Селаю. Таким образом, войска Обрегона заняли будущее поле битвы первыми, и он планировал подтолкнуть Вилью к полномасштабной лобовой атаке на его хорошо подготовленные оборонительные позиции. К началу апреля у Обрегона было 6000 кавалеристов, 5000 пехотинцев, 86 пулеметов и 13 полевых орудий.
Бои начались почти сразу, как только оба узнали о приближении войск противника. 5 апреля каррансисты захватили Акамбаро, в то время как другая колонна конституционалистов разрушила ж/д дорогу на Сан-Луис-Потоси у Эмпальме Гонсалес. Главные силы Обрегона остались в Селае, а авангард двинулся к Эль-Гуахе, примерно в 18 км к северу. Сознательно рассредоточив кавалерию, Обрегон хотел «дезориентировать противника».

## Бои 6 — 7 апреля
6 апреля Панчо Вилья, решив покончить с войсками конституционалистов, начал наступление тремя колоннами. Через несколько часов завязался ожесточенный бой с бригадой каррансистов в Эль-Гуахе. Несмотря на подкрепление в 1500 человек и личное присутствие прибывшего Обрегона конституционалисты потерпели поражение и отошли, потеряв до восьмисот человек убитыми, ранеными и дезертирами.
Воспользовавшись победой при Эль-Гуахе, войска Вильи стремительно продолжили наступление на Селаю, но были задержаны артогнем конституционалистов, а затем отбиты, и в конце дня были вынуждены отойти на исходные позиции.
Ночью Обрегон перебросил под Селаю подкрепления с других участков фронта. Вокруг Селаи было много канав и небольших оросительных каналов, которые служили траншеями, обеспечивающими отличное укрытие для обороняющихся. Вдобавок конституционалисты расчистили поля для обстрела из своих пулеметов.
На рассвете 7 апреля с западного направления на Селаю начались атаки вильистов, интенсивность которых постепенно усиливались: кавалерийские атаки в лоб следовали одна за другой без перерыва, оставляя на поле множество трупов, артиллерия обстреливала город. В девять часов утра в некоторых местах на правом фланге обороны каррансисты, израсходовав боеприпасы, стали оставлять свои позиции.
Понимая эту ситуацию, Панчо Вилья приказал перейти в общую атаку. Конвенционисты снова начали атаку, но их удалось сдержать, в том числе и переброшенными подкреплениями. К тому времени моральное и материальное истощение вильистов стало очевидным. В этот день они произвели более сорока кавалерийских атак, все из которых были отбиты.
Сразу после этого конституционалисты перешли в контрнаступление. Их кавалерия, выдвинутая с тыла, с двух сторон охватила потрепанные войска противника. Генерал Гонсалес, атаковавший с северного фланга, достиг поездов вильистов, на которых они прибыли к полю боя. Несмотря на наличие оросительных каналов, мешавших кавалерии завершить окружение, поражение войск Вильи было полным. Кавалерия конституционалистов еще около 20 километров преследовала побежденных, остановившись только в сумерках в Креспо и Эль-Гуахе.
Потери конституционалистов составили 558 убитыми и 365 ранеными. Вильисты потеряли 1800 человек убитыми, 3000 ранеными и 500 пленными.
Разбитые войска Вильи отошли в Саламанку, чтобы реорганизоваться, получить подкрепление и подготовиться к новой операции. Первые бои при Селае закончилась заметной победой генерала Альваро Обрегона, но сражение не было окончено, так как у Панчо Вильи оставались значительные резервы.
Готовясь для продолжения сражения, Обрегон приказал своим людям растянуть больше колючей проволоки вдоль потенциальных путей подхода вильистов и прикрыть препятствия дополнительным пулеметным огнем. Также он спрятал кавалерию (6000 человек) в качестве резерва в ближайшем лесном массиве.
Несмотря на нехватку боеприпасов, падение боевого духа и тактическое невыгодное положение, Вилья знал, что на карту поставлен его собственный престиж и престиж его армии, поэтому он обязан во второй раз атаковать Обрегона.

## Бои 13 — 15 апреля
Утром 13 апреля пехота Вильи, перевезенная поездом, высадилась на станции Креспо, в восьми километрах от Селайи, в то время как кавалерия продвигалась двумя группами, одна к северу, а другая — к югу от железной дороги; артиллерия следовала за пехотой.
Только к 16.00 вильисты появились перед траншеями каррансистов, но бой начали в 18.00, открыв артиллерийский огонь. Панчо Вилья, рассчитывая на быструю победу, не стал окружать Селаю, чтобы перерезать пути доставки снабжения Обрегону. Вечером в темноте вильисты подошли на расстояние 400 метров к окопам каррансистов и стали рыть траншеи. Но ночью Вилья отказался от решения начать блокаду и отдал приказ наступать.
На рассвете 14 апреля войска Вильи повели фронтальные атаки, чего и хотел Обрегон. Тактика, которой придерживались конвенционалисты, была такой же, как и в предыдущие дни: яростные лобовые атаки, яростные кавалерийские атаки, которые разбивались под огнем пехоты конституционалистов, и вильисты несли чудовищные потери. Из-за интенсивности ружейного и артиллерийского огня у Обрегона стали заканчиваться боеприпасы, и Карранса, понимая его безвыходное положение, быстро отправил эшелон с боеприпасами.
На рассвете 15-го генерал Обрегон посоветовался со своими подчиненными командирами о состоянии своих войск и принял решение начать контрнаступление. Части кавалерии стали выходить с южных окраин Селаи, поддерживая начатую пехотой контратаку. С севера в тыл вильистам ударила спрятанная в лесу основная масса каррансистской конницы.
Контрнаступление приняло всеобщий характер: вильисты, не ожидавшие контратак противника, храбро оборонялись, но были отброшены со станции Креспо в Асьенда-де-лас-Трохес, на север. В центре войска конституционалистов заставили вильистов отступить быстрее, оставив изолированным только ядро в Лас-Трохес. К 10.00 Вилье удалось остановить противника, однако часом позже удар по правому флангу привел к дезорганизации. Попав под перекрестный огонь, целые части до того непобедимой «Северной дивизии» побежали или стали сдаваться в плен. К ночи поражение войск Вильи было завершено.
Погибли около 4 000 вильистов, 6 000 попали в плен. Войска Обрегона захватили всю артиллерию Вильи (32 орудия) и 5 000 винтовок. Обрегон приказал расстрелять 120 офицеров Вильи, захваченных в плен его солдатами.

## Результаты
Ореол непобедимости Панчо Вильи был рассеян, и в военном отношении вильисты уже никогда не были так сильны, как до сражения при Селае. В результате катастрофической битвы Вилья был вынужден перейти к обороне, пытаясь реорганизовать свои силы и добыть оружие, потерянное в Селае, а затем перешел к партизанским действиям. Его личное влияние на ход событий гражданской войны перестало быть определяющим.